# Lukas Hinterseer
Lukas Hinterseer (Kitzbühel, 28 de marzo de 1991) es un futbolista austríaco que juega de delantero en el WSG Tirol de la Bundesliga. Es internacional con la selección de fútbol de Austria.

## Carrera
Hinterseer dio sus primeros pasos como futbolista en el equipo de su ciudad natal, el FC Kitzbühel.
El equipo con el que debutó como profesional fue el FC Wacker Innsbruck, con el que alternó apariciones en el primer y segundo equipo.
En el club austríaco jugó 59 partidos y marcó 18 goles. Durante su estancia en este club estuvo cedido en 2012 en el First Vienna y en el Lustenau.

### Ingolstadt
El 6 de mayo de 2014 fichó por el FC Ingolstadt. El 2 de agosto de 2014 hizo su debut oficial ante el FC St.Pauli. Durante la temporada realizó 9 goles ayudando a su equipo a lograr el primer puesto y el ascenso a la Bundesliga. En la primera división alemana continuó siendo un jugador importante para su equipo.

### Bochum
Tras el descenso del Ingolstadt fichó libre por el VfL Bochum de la 2. Bundesliga alemana.

## Selección nacional
Hinterseer es internacional con la selección de fútbol de Austria, con la que debutó en noviembre de 2013 ante Estados Unidos.

## Clubes
| Club                    | País          | Año       |
| ----------------------- | ------------- | --------- |
| F. C. Wacker Innsbruck  | Austria       | 2009-2014 |
| F. C. Lustenau (cedido) | Austria       | 2012      |
| First Vienna (cedido)   | Austria       | 2012      |
| F. C. Ingolstadt 04     | Alemania      | 2014-2017 |
| VfL Bochum              | Alemania      | 2017-2019 |
| Hamburgo S. V.          | Alemania      | 2019-2021 |
| Ulsan Hyundai F. C.     | Corea del Sur | 2021      |
| Hannover 96             | Alemania      | 2021-2022 |
| F. C. Hansa Rostock     | Alemania      | 2022-2024 |
| Hansa Rostock II        | Alemania      | 2024      |
| WSG Tirol               | Austria       | 2024-     |